# Kaspar Schlumpf (Bürgermeister, 1510)
Kaspar Schlumpf (auch Caspar Schlumpf; * 1510 in St. Gallen; † 14. Mai 1587 ebenda) war ein Schweizer Kaufmann und Bürgermeister von St. Gallen (Schweiz).

## Leben
Kaspar Schlumpf war der Sohn von Stadtrichter Hans Schlumpf und dessen Ehefrau Elisabetha Hag aus Feldkirch. Sein Grossvater war Caspar Schlumpf, ebenfalls Bürgermeister von St. Gallen.
Er war Mitglied der Weberzunft. 1554 wurde er Stockmeister (derjenige, der die Gefangenen unter seiner Aufsicht hat) und war von 1556 bis 1558 Stadtammann sowie von 1559 bis 1562 Ratsherr. 1562 wurde er zum Bürgermeister von St. Gallen gewählt und war gemeinsam mit Ambrosius Schlumpf (gewählt 1548), Ambrosius Aigen (gewählt 1551), Andreas Mörlin (gewählt 1587), Konrad Friederich, Hans Wetter (gewählt 1580) und Jacob Spengler bis 1587 im Dreijahresturnus Amtsbürgermeister, Altbürgermeister und Reichsvogt; in dieser Zeit war er von 1562 bis 1577 Kirchenpfleger der St. Leonhardskirche und von 1578 bis 1587 auch Pannerhauptmann.
Er legte mit dem Leinwandexport den Grundstein für das Handelshaus Kaspar Schlumpf und Mitverwandte und besass später Niederlassungen in Nürnberg und Lyon.
Kaspar Schlumpf war seit dem 15. Januar 1536 verheiratet mit Anna Schirmer (* unbekannt; † 13. Januar 1598 in St. Gallen); gemeinsam hatten sie acht Kinder, von denen mehrere Söhne namentlich bekannt sind:
- Hermann Schlumpf (* 10. Januar 1539 in St. Gallen; † 21. April 1603 ebenda), Kaufmann, dessen Vermögen 1589 über 60.000 Gulden erreichte; mehrfach verheiratet
- Daniel Schlumpf (* 10. Juni 1550 in St. Gallen; † 4. Oktober 1600 ebenda), reicher Kaufmann, verheiratet mit Elisabeth Rütlinger (1552–1632)
- Hans Schlumpf, liess 1589 das Stadthaus in St. Gallen (heute Sitz der Ortsbürgergemeinde St. Gallen) errichten und gehörte zu seiner Zeit zu den 20 reichsten Bürgern der Stadt; verheiratet mit Sabina Zollikofer (1545–1585)

1559 kaufte Kaspar Schlumpf Schloss Weinstein von seinem Schwager Nikolaus Varnbüler.